# Gerry Taama
Gerry Taama, est un écrivain et homme politique togolais. Il est député et ancien officier de l'armée togolaise. En 2015, il se présente aux élections présidentielles avec son parti le Nouvel engagement togolais. Il est le fondateur des Éditions Moffi

## Biographie

### Enfance, éducation et débuts
Gerry Taama naît le 2 février 1975 à Siou, dans la préfecture de Doufelgou au nord du Togo. Son père est un docteur agronome et sa mère, une institutrice. Il fait ses études secondaires au collège Chaminade à Kara avant de rejoindre le collège protestant de Lomé où il obtient un baccalauréat scientifique en 1995. Il s'inscrit ensuite à l'université de Lomé et reçu une licence en sociologie de la communication.
Il est aussi un écrivain et l'auteur de plusieurs ouvrages.

### Formation militaire
En 1999, il rentre à l'École spéciale militaire de Saint-Cyr, en France, où il obtient son diplôme d'officier et une maîtrise en droit international humanitaire,.

## Engagement politique
Taama est le président du parti Nouvel engagement togolais (NET). Il est candidat aux élections présidentielles de 2015,,. Il est député à l'Assemblée nationale togolaise,, présidée par Yawa Djigbodi Tségan,,.

## Œuvres littéraires
- Gerry Taama, Parcours de combattants, Éditions L'Harmattan, avril 2009, 250 p. (ISBN 978-2-296-06935-0)[13]
- Gerry Taama, Chroniques de la caserne, Éditions L'Harmattan, juillet 2012, 156 p. (ISBN 978-2-296-99136-1)[14]